# رمضان (شهر)
- السبت
- الأحد
- الاثنين
- الثلاثاء
- الأربعاء
- الخميس
- الجمعة

- 11 مارس 2025
- 22 مارس 2025
- 33 مارس 2025
- 44 مارس 2025
- 55 مارس 2025
- 66 مارس 2025
- 77 مارس 2025
- 88 مارس 2025
- 99 مارس 2025
- 1010 مارس 2025
- 1111 مارس 2025
- 1212 مارس 2025
- 1313 مارس 2025
- 1414 مارس 2025
- 1515 مارس 2025
- 1616 مارس 2025
- 1717 مارس 2025
- 1818 مارس 2025
- 1919 مارس 2025
- 2020 مارس 2025
- 2121 مارس 2025
- 2222 مارس 2025
- 2323 مارس 2025
- 2424 مارس 2025
- 2525 مارس 2025
- 2626 مارس 2025
- 2727 مارس 2025
- 2828 مارس 2025
- 2929 مارس 2025
- 130 مارس 2025
- 231 مارس 2025
- 31 أبريل 2025
- 42 أبريل 2025
- 53 أبريل 2025
- 64 أبريل 2025

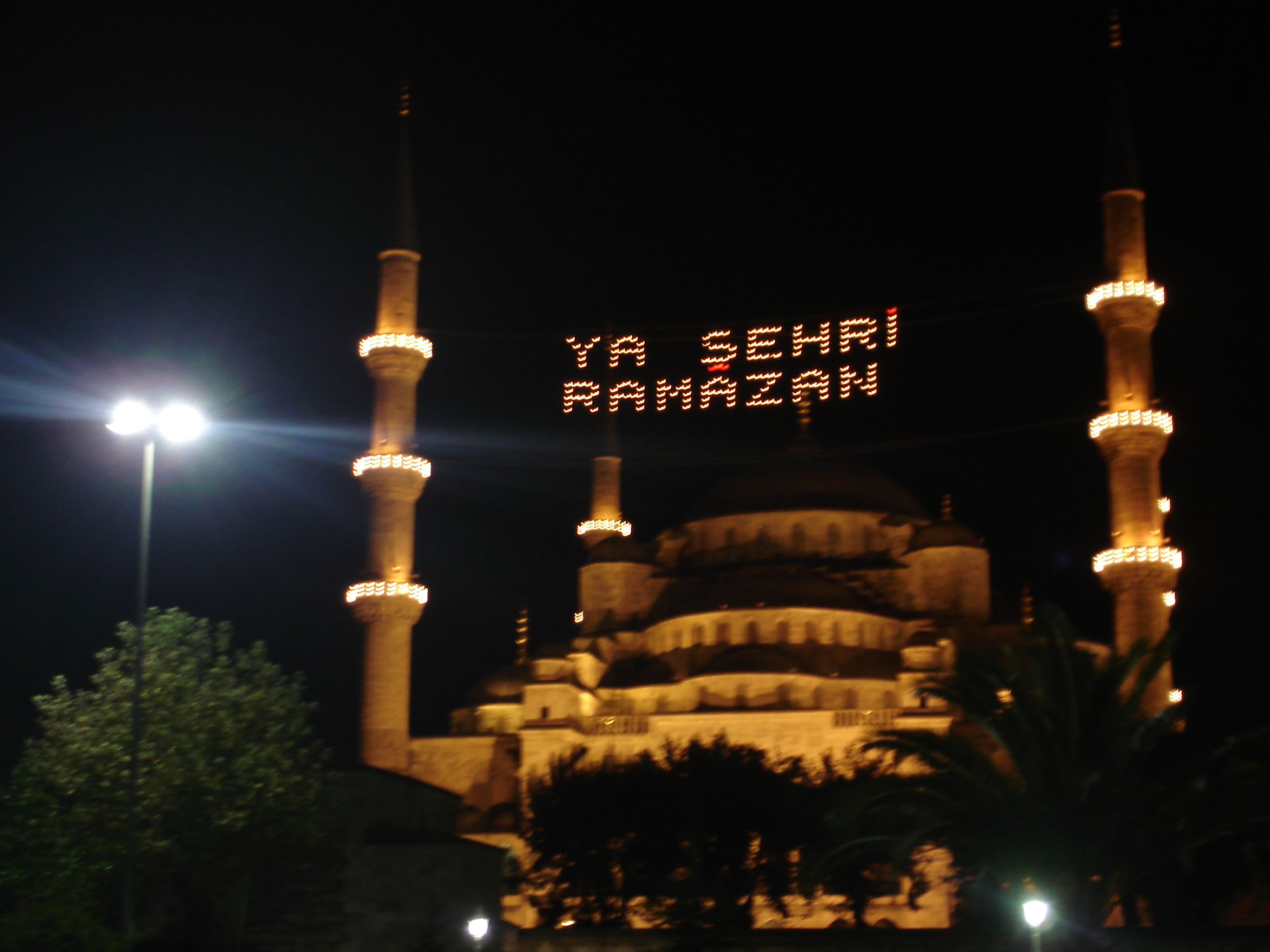

شَهْرُ رَمَضَانَ هو الشَّهْر التاسع في التقويم الهجريّ، يَأْتي بعدَ شهر شَعْبانَ. يُمَيِّزُهُ المسلمون مِن سائر شهورِ السنةِ الهجريةِ؛ فهوَ شهرُ الصوم، ونزولِ الوحي فيه على الرسول محمد. يلتحم فيه الناس، ويَكثُرُ تواصلُهم، وتزداد عَلاقاتُهم الِٱجتماعية.

## شهر رمضان في التقويم الميلادي
لقِصَرِ أيام السنةِ الهِجرِيَّةِ مقارنة بالسنة الشمسيَّةِ، يرجِعُ تاريخ بَدء شَهْرِ رمضانَ إلى الوراءِ 10 أو 11 يومًا عن موعد السنة السابقة بحسَبِ التقويم الميلادي. وهو بهذا يصادف جميع فصول السنة كل 30 سنة تقريبًا.
ويصادفُ شهرُ رمضانَ في السنينَ الحاليَّةِ التواريخَ الآتِيَة:
| التقويم الميلادي                                                        | التقويم الهجري | أول يوم         | آخر يوم         |
| ----------------------------------------------------------------------- | -------------- | --------------- | --------------- |
| 2010                                                                    | 1431           | 11 آب/أغسطس     | 9 أيلول/سبتمبر  |
| 2011                                                                    | 1432           | 1 آب/أغسطس      | 29 آب/أغسطس     |
| 2012                                                                    | 1433           | 20 تموز/يوليو   | 18 آب/أغسطس     |
| 2013                                                                    | 1434           | 9 تموز/يوليو    | 7 آب/أغسطس      |
| 2014                                                                    | 1435           | 29 حزيران/يونيو | 27 تموز/يوليو   |
| 2015                                                                    | 1436           | 18 حزيران/يونيو | 16 تموز/يوليو   |
| 2016                                                                    | 1437           | 6 حزيران/يونيو  | 5 تموز/يوليو    |
| 2017                                                                    | 1438           | 27 أيار/مايو    | 24 حزيران/يونيو |
| 2018                                                                    | 1439           | 17أيار/مايو     | 14 حزيران/يونيو |
| 2019                                                                    | 1440           | 6 أيار/مايو     | 3 حزيران/يونيو  |
| 2020                                                                    | 1441           | 24 نيسان/أبريل  | 23 أيار/مايو    |
| شهر رمضان بين الأعوام 2010 و 2020 م. التواريخ قد تختلف قليلًا حسب الرؤيةِ |                |                 |                 |

## حدث في شهر رمضان
- عام 13 قبل الهجرة: ليلة القدر وهي الليلة التي نزل فيها القرآن بحسب المصادر الإسلامية وأول آية في القرآن وتبدأ بكلمة "اقرأ"من سورة العلق، ومختلف موعدها فهي في الأيام الفردية من العشر الأواخر من الشهر، وفي هذا اليوم أيضاً أسلمت خديجة بنت خويلد، وهي أول من آمن برسالة نبي الإسلام محمد.
- عام 1 هـ : سرية حمزة: وأول لواء يعقده رسول الإسلام، وكان ذلك على رأس سبعة أشهر من مهاجره، على ثلاثين راكباً، إلى ساحل البحر، فبلغوا سيف البحر، يعترضون عيراً لقريش قد جاءت من الشام تريد مكة فيها أبو جهل في ثلاثمائة راكب، فالتقوا واصطفوا للقتال، فمشى بينهم مجدي بن عمرو الجُهني، حتى انصرف الفريقان بغير قتال.
- عام 2 هـ : غزوة بدر الكبرى : يوم الجمعة 17 شهر رمضان، سماها القرآن يوم الفرقان، وهي هذا العام أيضا فرض الجهاد وفرضت زكاة الفطر : والزكاة ذات الأنصبة. وشرعت صلاة العيد.
- عام 2 هـ وفاة رقية بنت محمد إثر مرض أصابها في شهر رمضان.
- عام 3 هـ :مولد الإمام الحسن بن علي () في 15 شهر رمضان السنة الثالثة للهجرة.
- عام 4 هـ : زواج محمد رسول الإسلام بزينب بنت خزيمة.
- عام 5 هـ : غزوة بني المصطلق.
- عام 8 هـ : فتح مكة. الفتح الأعظم فتح مكة: في عشرين شهر رمضان سنة 8 هجرية. ويسمى فتح الفتوح، حيث دخل الناس على أثره أفواجاً في دين الإسلام. كان فيه إسلام أبي سفيان وعدد كبير من قادة المشركين، وفيه كان الأمر بهدم الأصنام من حول الكعبة.
- عام 9 هـ : قدوم رسول ملوك حمير إلى رسول الإسلام. وإسلام وفد ثقيف.
- عام 11 هـ : وفاة فاطمة بنت محمد - -.
- عام 40 هـ : استشهاد الأمام علي بن أبي طالب عليه السلام بالكوفة ضربه عبد الرحمن بن ملجم الحِميري، فجر التاسع عشر من شهر رمضان وتوفي في اليوم الحادي والعشرين من نفس الشهر وهو ابن ثلاث وستين سنة.
- عام 58 هـ : وفاة زوجة الرسول عائشة.
- عام 92 هـ : فتح الأندلس
- عام 702هـ : معركة شَقحَب أو معركة مرج الصفر
- عام 114 هـ : موقعة بلاط الشهداء في 1 شهر رمضان (أكتوبر 732م) المعركة في عهد الخليفة الأموي هشام بن عبد الملك في سهول فرنسا على ضفاف نهر اللوار بين المسلمين، وقائدهم عبد الرحمن الغافقي. وبهذه المعركة خسر المسلمون آخر محاولة بذلتها الخلافة لفتح الغرب وإيصال الإسلام إليه. وقد سميت ببلاط الشهداء لكثرة قتلى المسلمين فيها.
- عام 218 هـ : دخول المعتصم بالله بغداد بعد توليه الخلافة.
- عام 222 هـ : فتح مدينة بابك بخراسان في خلافة المعتصم.
- عام 223 هـ : فتح عمورية. في 6 شهر رمضان. ووقعت هذه المعركة بين المسلمين بقيادة المعتصم الخليفة العباسي وبين الروم وذلك بعد أن استنجدت امرأة بالمعتصم فصرخت 'وامعتصماه' فسمع المعتصم بالخبر وجهز جيشا وفتح عمورية.
- عام 479 هـ : معركة الزلاقة بالأندلس، انتصر فيها المعتمد بن عباد ملك إشبيلية بالأندلس على قوات الفرنجة الإسبان.
- عام 559 هـ : وقعة حارم. في 9 شهر رمضان. نور الدين زنكي ينتصر على الصليبيين ويأسر قائدهم ويستعيد مدينة حارم بالشام.
- عام 570 هـ : فتح بعلبك في بلاد الشام في 14 شهر رمضان، فتح القائد صلاح الدين الأيوبي عدة مدن في بلاد الشام، كان من بينها فتح بعلبك التي كانت في أيدي الصليبيين.
- عام 584 هـ : فتح الكرك وصفد وكانتا في أيدي الصليبيين.
- عام 587 هـ : أخذ الفرنج عكا.
- عام 654 هـ : حريق كبير حدث في مدينة مسجد الرسول وهي أحد علامات القيامة الصغرى التي اخبر عنها قبل حدوثها بمئات السنين.
- عام 658 هـ : معركة عين جالوت في 25 شهر رمضان (الموافق 7 سبتمبر 1260) التي انتصر فيها المسلمون بقيادة السلطان قطز على التتار المغول بقيادة هولاكو.
- عام 663 هـ : انتصار مسلمي المغرب على الفرنج الصليبيين.
- عام 666 هـ : فتح أنطاكية على يد السلطان الملك الظاهر بيبرس. وكانت في أيدي الصليبيين.
- عام 1393 هـ : حرب أكتوبر أو العاشر من شهر رمضان، انتصر فيها المصريون والسوريون على الإسرائيليين في كل من جبهتي سيناء والجولان، وقعت هذه المعركة في 10 شهر رمضان 1393 هـ، الموافق 6 أكتوبر 1973م.

## طالع أيضًا
- شهر رمضان
- غرة شهر رمضان
- صوم شهر رمضان
- بداية شهر رمضان
- قائمة أيام السنة الهجرية